# CNCO
CNCO는 2015년 12월 13일 플로리다주 마이애미에서 스페인어를 사용하는 미국 네트워크 Univision이 텔레비전 방송을 방송하는 La Banda의 첫 시즌 우승자들에 의해 형성된 라틴 팝, Hurbano 및 Reggaeton 팝 음악 그룹이다.
에콰도르 출신의 미국 출신 크리스토퍼 벨 레즈, 도미니카 리차드 카마초, 푸에르토 리코 Zabdiel de Jesus, 멕시코 출신 인 Joel Pimentel 및 쿠바 에릭 콜론으로 구성되어 있다. 설립 후 그들은 소니 뮤직 라틴과 5년 계약을 체결했다.
그의 첫 싱글 싱글 "Tan Fácil"과 "Quisiera"는 라틴 아메리카에서 성공을 거두었다. 그들은 2016년 8월 26일 데뷔 앨범 인 First Date를 발매했으며 가장 성공적인 싱글 인 "Reggaetón Lento (Bailemos)"를 발표했다. 여러 국가의 음악 목록과 해당 지역의 Spotify, iTunes 및 SoundCloud에 있다.

## 음반 목록

### 정규 앨범
- Primera Cita (2016)
- CNCO (2018)
- Que Quiénes Somos (2019)